# 相可站

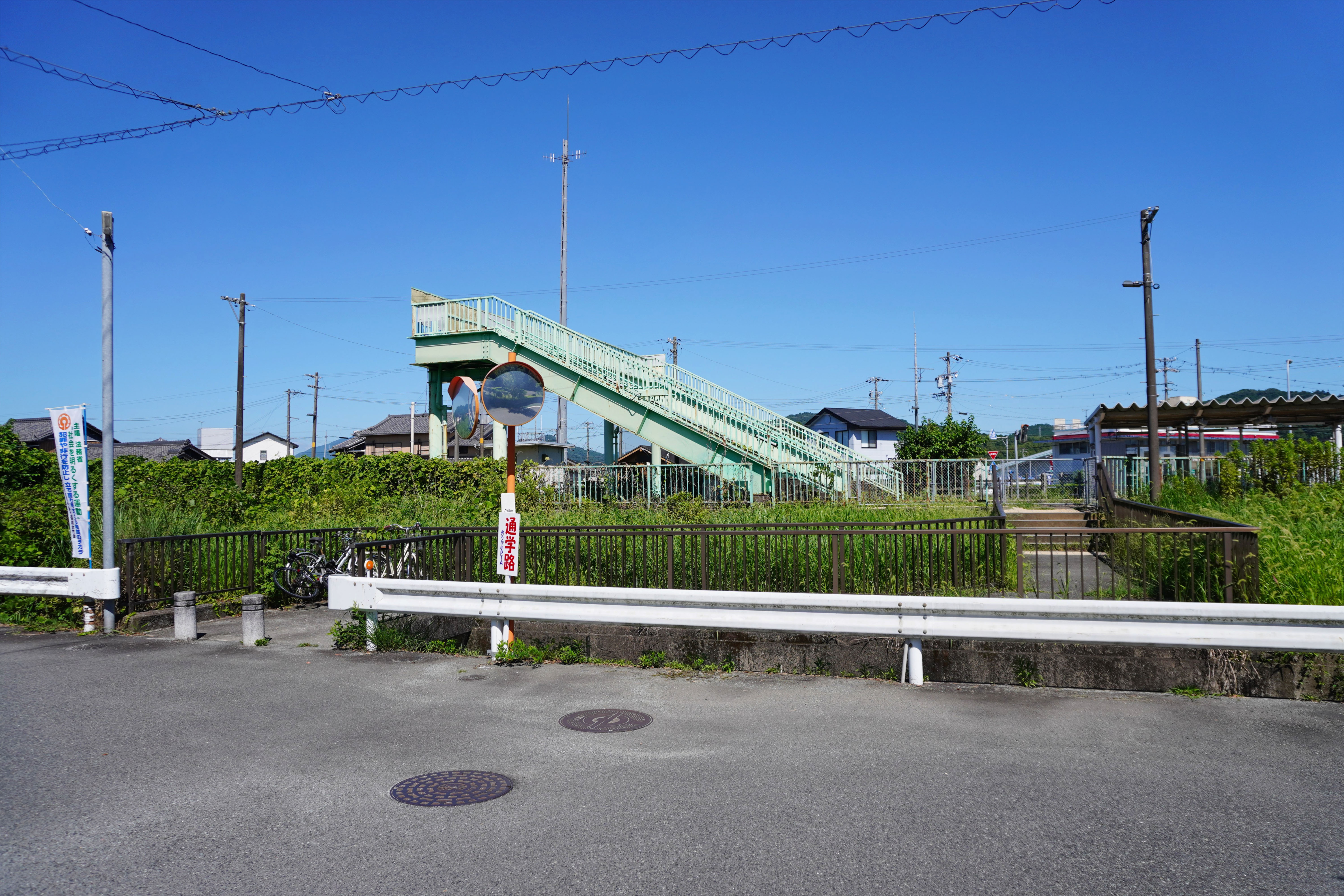
東側出入口（2023年7月）

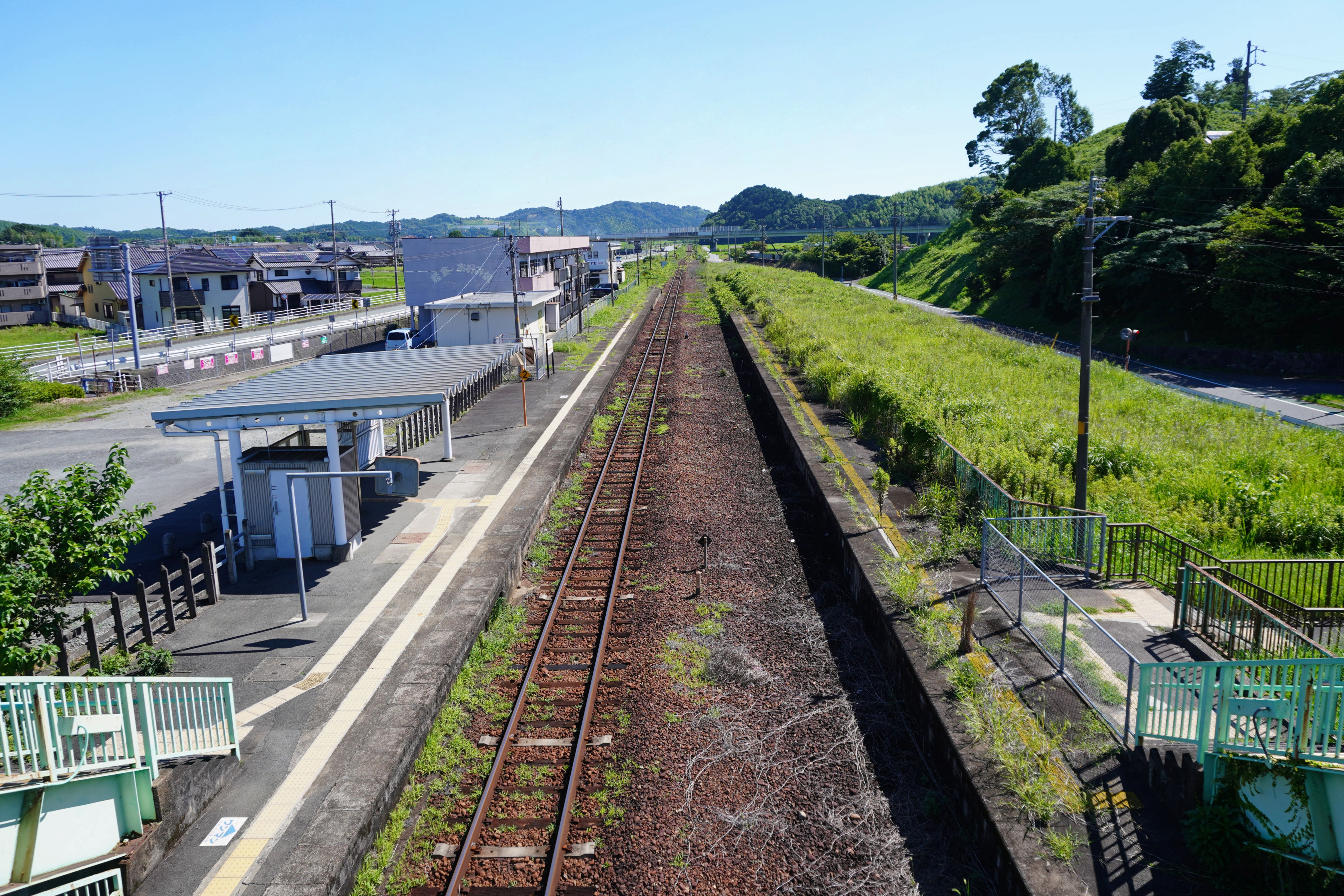
月台(2023年7月)

相可站（日语：／ Ōka eki */?）是位於三重縣多氣郡多氣町相可，東海旅客鐵道（JR東海）的紀勢本線車站。本站比起多氣站更接近多氣町的中心，而本站也是松阪市射和町的玄關口，兩町隔著櫛田川相望。

## 歷史
- 1923年（大正12年）3月20日：紀勢東線相可口站（現時為多氣站）至栃原站之間開業，此站啟用。
- 1959年（昭和34年）7月15日：三木里站至新鹿站之間開通，同時路線改名為紀勢本線[1]。
- 1983年（昭和58年）12月21日：成為無人車站[2]。
- 1987年（昭和62年）4月1日：伴隨國鐵分割民營化，車站由東海旅客鐵道（JR東海）營運[1]。
- 2005年（平成17年）4月10日：當日起，撤走列車交會設備。在翌日起不可列車交會。

## 車站構造
車站設有1面1線的單式月台，為地面車站。在路軌西邊設有月台和簡單構造的車站建築物。
車站由多氣站管理，為無人車站。
在2005年4月10日前，曾設有2面2線的相對式月台。西邊月台為1號月台，東邊月台為2號月台。曾設有列車從此站往龜山或新宮方向。隨後，東邊的路軌撤走，但是2號月台沒有撤走。在車站近佐奈一邊設有跨線橋，連接東西自由通道。

## 使用狀況
根據「三重縣統計書」，以下列出近年1日平均乘車人次。
| 年度   | 一日平均 乘車人次 |
| ------ | ----------------- |
| 1998年 | 256               |
| 1999年 | 242               |
| 2000年 | 228               |
| 2001年 | 234               |
| 2002年 | 218               |
| 2003年 | 226               |
| 2004年 | 220               |
| 2005年 | 239               |
| 2006年 | 241               |
| 2007年 | 249               |
| 2008年 | 264               |
| 2009年 | 256               |
| 2010年 | 242               |
| 2011年 | 222               |
| 2012年 | 226               |
| 2013年 | 227               |
| 2014年 | 213               |
| 2015年 | 211               |
| 2016年 | 235               |
| 2017年 | 228               |

## 車站周邊
- 相可上神社
- 多氣町政廳
- 多氣町松阪市學校組合立多氣中學（日语：多気町松阪市学校組合立多気中学校）
- 多氣郵局
- 多氣水晶鎮（日语：多気クリスタルタウン）
- 多氣工業團地
  - 聲寶多氣工廠
- 三重縣立相可高等學校（日语：三重県立相可高等学校）
- 伊勢參宮街道
- 萬協人偶博物館（日语：万協フィギュア博物館）

## 巴士路線
- 三重交通
  - 「相鹿上神社」巴士站
    - 54系統、55系統 松阪站前（經射和）
    - 54系統 三瀨谷（經射和）
    - 55系統 聲寶正門前

  - 「相可一區」巴士站
    - 52系統 松阪站前
    - 52系統 松阪站前（經工業團地）
    - 52系統 大石
- 多氣町町營巴士（日语：多気町町営バス）
  - 幹線巴士：下河田、多氣站、波多瀨公民館、大石
  - 預約運行型小型巴士（Ten多）
    - 1系統（西相鹿瀨線） 多氣站
    - 2系統（西池上、下佐奈線） 多氣站
    - 3系統（上佐奈線） 長谷公民館
    - 4系統（五桂、井戶谷線） 多氣町政廳

## 相鄰車站
東海旅客鐵道（JR東海）
紀勢本線
多氣－相可－佐奈

## 注腳
1. 1 2  曾根悟（監修）. 朝日新聞出版分冊百科編集部（編集） , 编. . 朝日百科週刊. 25號 紀勢本線、參宮線、名松線. 朝日新聞出版. 2010-01-10: 20–21.
2. ↑  「天王寺鉄管局、紀勢線と参宮線の駅業務を大幅削減へ」日本經濟新聞1983年6月29日，地方經濟面中部7頁